# Filistatinella pistrix
Espèce
Filistatinella pistrix est une espèce d'araignées aranéomorphes de la famille des Filistatidae.

## Distribution
Cette espèce est endémique des États-Unis. Elle se rencontre en Californie et en Arizona dans le comté de Pima.

## Description
Le mâle holotype mesure 2,33 mm et la femelle paratype 2,6 mm.

## Publication originale
- Jiménez & Palacios-Cardiel, 2012 : Filistatinella palaciosi sp. nov. (Araneidae: Filistatidae) de México. Dugesiana, vol. 19, p. 75-77 (texte intégral).